# Herb gminy Ornontowice
Herb gminy Ornontowice – jeden z symboli gminy Ornontowice, ustanowiony 7 lipca 1993, ze zmianą 25 maja 2011.

## Wygląd i symbolika
Herb przedstawia na tarczy dzielonej w słup w prawej części na błękitnym tle pół złotego orła górnośląskiego zwróconego w prawo oraz w lewej części, także na błękitnym tle, srebrną postać Michała Archanioła ze złotym nimbem, trzymającego w prawej ręce miecz ze złotą rękojeścią i głowicą, oparty srebrnym ostrzem o ziemię, zaś w lewej ręce - wagę koloru złotego.
Poprzedni herb gminy został uchwalony w 1993 – prawą heraldyczną stronę herbu zajmował orzeł srebrny na tle barwy czerwonej, określony jako plebiscytowy, nawiązujący do okresu plebiscytu śląskiego i powstań śląskich. Po lewej stronie umieszczono patrona miejscowego kościoła, Michała Archanioła.
Komisja Heraldyczna przy MSWiA dopatrzyła się w poprzednim herbie błędów w barwach oraz symbolice. Po konsultacjach herb został zmieniony i zaakceptowany przez Komisję Heraldyczną – miejsce białego orła polskiego zajął herb górnośląski. W lewym polu zachowano figurę Michała Archanioła, ale nieznacznie zmieniono rysunek – w starej wersji patron trzymał włócznię oraz był przepasany złotym pasem z mieczem; obecnie trzyma on miecz w ręku, w drugim natomiast wagę. Herb uzyskał jednolite, błękitne tło.